# Електричні сни Філіпа К. Діка
«Електричні сни Філіпа К. Діка» (англ. Philip K. Dick's Electric Dreams) — британський науково-фантастичний телевізійний серіал-антологія, заснований на оповіданнях Філіпа К. Діка. Над серіалом працювали британські та американські сценаристи. Перша трансляція відбулася 17 вересня 2017 року у Великій Британії на четвертому каналі. У США серіал транслюється на сервісі Amazon Video з 12 січня 2018 року.

## Сюжет
У кожному окремому епізоді є завершений сюжет, який ґрунтується на різних оповіданнях Філіпа К. Діка: «Автофаб», «Повішений незнайомець», «Приміський пасажир» та ін.

## Епізоди
Послідовність виходу епізодів на Channel 4 та Amazon Video відрізняється.
| №  | Назва українською мовою | Назва мовою оригіналу | Режисер             | Сценарист                   | На основі оповідання    | Дата виходу в ефір | Глядачі (мільйони) |
| -- | ----------------------- | --------------------- | ------------------- | --------------------------- | ----------------------- | ------------------ | ------------------ |
| 1  | «Майстер каптурів»      | The Hood Maker        | Джуліан Джерролд    | Метью Грем                  | «Майстер каптурів»      | 17 вересня 2017    | 1,49               |
| 2  | «Неможлива планета»     | Impossible Planet     | Дейвід Фарр         | Дейвід Фарр                 | «Неможлива планета»     | 24 вересня 2017    | 1,35               |
| 3  | «Приміський пасажир»    | The Commuter          | Том Гарпер          | Джек Торн                   | «Приміський пасажир»    | 1 жовтня 2017      | 1,50               |
| 4  | «Шалений діамант»       | Crazy Diamond         | Марк Мунден         | Тоні Грізоні                | «Комерційна пропозиція» | 8 жовтня 2017      | 0,96               |
| 5  | «Справжнє життя»        | Real Life             | Джеффрі Райнер      | Рональд Д. Мур              | «Експонат»              | 15 жовтня 2017     | 0,88               |
| 6  | «Людина — це»           | Human Is              | Франческа Грегоріні | Джессіка Мекленбург         | «Людина — це»           | 29 жовтня 2017     | 0,85               |
| 7  | «Батькова подоба»       | The Father Thing      | Майкл Діннер        | Майкл Діннер                | «Батькова подоба»       | 26 лютого 2018     | —                  |
| 8  | «Автофаб»               | Autofac               | Пітер Хортон        | Тревіс Бічам                | «Автофаб»               | 5 березня 2018     | —                  |
| 9  | «Цілий і неушкоджений»  | Safe and Sound        | Алан Тейлор         | Кален Іган і Тревіс Сентелл | «Фостере, ти мертвий»   | 12 березня 2018    | —                  |
| 10 | «Вбий усіх Інших»       | Kill All Others       | Ді Ріс              | Ді Ріс                      | «Повішений незнайомець» | 19 березня 2018    | —                  |